# Бодров Сергій Володимирович
Сергій Володимирович Бодров (рос. Серге́й Влади́мирович Бодро́в; нар. 28 червня 1948, Хабаровськ, РРФСР, СРСР) — радянський і російський кінорежисер, сценарист, кінопродюсер. Лауреат ряду кінопремій і кінофестивалів. Батько актора і кінорежисера Сергія Бодрова-молодшого  (27 грудня 1971 — 20 вересня 2002).
Фігурант бази даних центру «Миротворець».

## Біографія
Починав свою кар'єру як журналіст. У 1974 році закінчив сценарний факультет ВДІКу (майстерня К. К. Парамонова і Н. Фокіної). За його сценаріями знято більше двадцяти фільмів. Серед його режисерських робіт — «Непрофесіонали» (1985 рік, спеціальний приз журі на фестивалі в Турині), «Катала» (1989), «СЕР» (1989), «Я хотіла побачити ангелів». Потім Сергій Бодров переїхав до США, де почав працювати разом зі своєю дружиною Каролін Кавалеро.
Стрічка про чеченську війну «Кавказький полонений» отримала в 1999 році премію «Ніка» як найкращий фільм року та премію Європейської кіноакадемії «Фелікс» за сценарій.
Сергій Бодров — автор кількох збірок оповідань і фейлетонів; у Франції видана його книга «Свобода = рай». Як сценарист брав участь у створенні фільму Режиса Варньє «Схід — Захід».
Син — актор і кінорежисер Сергій Бодров (молодший) (27 грудня 1971 — 20 вересня 2002), пропав безвісти в Кармадонській ущелині під час зйомок фільму з робочою назвою «Зв'язковий». Бабуся Сергія Бодрова була буряткою, що надихнуло його на зйомки фільму «Монгол».

## Фільмографія

### Режисерські роботи
1984 — Солодкий сік всередині трави
1985 — Непрофесіонали
1986 — Я тебе ненавиджу
1989 — СЦР (Свобода — це рай)
1989 — Катала (у співавт.)
1992 — Білий король, червона королева
1992 — Я хотіла побачити ангелів
1996 — Кавказький бранець
2001 — Давай зробимо це швидко / The Quickie
2002 — Ведмежий поцілунок
2005 — Кочівник
2007 — Монгол
2010 — Донька якудзи (у співавт.)
2013 — Сьомий син
2022 — Дихайте вільно

### Сценарії
1978 — Баламут
1979 — Моя Анфіса
1981 — Кохана жінка механіка Гаврилова
1983 — Молоді люди (у співавт.)
1984 — Юрко — син командира
1984 — Дуже важлива персона
1984 — Солодкий сік всередині трави (у співавт.)
1985 — Не ходіть, дівчата, заміж (у співавт.)
1985 — Непрофесіонали (у співавт.)
1985 — Мій будинок на зелених пагорбах
1986 — Я тебе ненавиджу (у співавт.)
1988 — На допомогу, братці! (у співавт.)
1988 — Француз (у співавт.)
1989 — Крейзі (к/м, у співавт.)
1989 — Катала (у співавт.)
1989 — Син (у співавт.)
1989 — І вся любов (у співавт.)
1989 — СЦР (Свобода — це рай)
1990 — Наша людина в Сан-Ремо (у співавт.)
1991 — Райський птах (у співавт.)
1992 — Білий король, червона королева (у співавт.)
1992 — Я хотіла побачити ангелів (у співавт.)
1996 — Кавказький бранець (у співавт.)
1999 — Схід — Захід (у співавт.)
2001 — Сестри (у співавт.)
2001 — Давай зробимо це швидко / The Quickie (у співавт.)
2002 — Ведмежий поцілунок (у співавт.)
2004 — Шиzа (у співавт.)
2007 — Монгол (у співавт.)
2008 — Бакси (у співавт.)
2008 — Мустафа Шокай (у співавт.)
2010 — Донька якудзи (у співавт.)
2018 — Дев'ята (участь)
2020 — Калашников (у співавт.)
2022 — Дихайте вільно
2022 — Серце Парми (у співавт.)

### Акторські роботи
1960 — Перше побачення
1986 — Чужа біла і рябий

### Кінопродюсер
1996 — Кавказький бранець (у співавт.)
2001 — Давай зробимо це швидко / The Quickie (у співавт.)
2002 — Ведмежий поцілунок (у співавт.)
2004 — Шиzа (у співавт.)
2007 — Монгол (у співавт.)
2008 — Бакси (у співавт.)
2010 — Донька якудзи (у співавт.)
2020 — Калашников (у співавт.)